# Triász–jura kihalási esemény
A triász–jura kihalási esemény mintegy 200 millió évvel ezelőtt (mya) egyike volt a legnagyobb tömeges kihalásoknak a földi élővilág történetében. A kihalási hullámmal véget ért a triász időszak és kezdetét vette a jura időszak.
A szárazföldi és a tengeri élővilágot egyaránt érintette: kihalt a tengeri családok mintegy 20 százaléka, valamennyi crurotarsi (nem dinoszaurusz) archosaurus, a therapsidák maradékainak jórésze és a nagy kétéltűek közül sok, valamint a hazai triász dolomitból is ismert placodonta őshüllők valamennyi képviselője. A tömeges pusztulás olyan ökológiai fülkéket hagyott maga után, amelyeket elfoglalhattak a jura korszakra domináns szerepre jutó dinoszauruszok. A kihalási hullám kevesebb, mint 10 ezer év alatt söpört végig az élővilágon és lezárult, mielőtt a Pangaea őskontinens elkezdett darabokra töredezni.
A tengeri fauna szegényedésének statisztikai elemzése azt mutatja, hogy a diverzitás csökkenését nagyobb arányban okozta a specializáció csökkenése, mint a kihalások számának növekedése.

## Lehetséges okai
A kihalási esemény magyarázatára számos elmélet született, de mindegyiknek vannak gyenge pontjai. A fontosabb elméletek:
- Fokozatos éghajlati változás vagy a tengerszint ingadozása a késő triász idején. Ez az elmélet azonban nem nyújt elegendő magyarázatot a tengeri élőlények kihalásának hirtelen voltára.
- Aszteroida becsapódása. Nem ismert azonban a korszakból olyan becsapódási kráter, ami igazolná ezt az elméletet.
- Hatalmas vulkánkitörések, konkrétabban a közép-atlanti magmatartomány bazalttömegei, amelyek nagy mennyiségű szén-dioxidot vagy kén-dioxidot kibocsátva jelentős globális felmelegedést vagy lehűlést okoztak.

A késő triász és az ezt követő kora jura korok fosszilis talajainak izotópos vizsgálatai azonban többnyire nem szolgáltattak bizonyítékot arra, hogy a kihalás idejében változott volna a légkör szén-dioxid koncentrációja. A legutóbbi időkben felmerültek bizonyos bizonyítékok és vannak tudósok, akik szerint a kihalást ezek alapján a vulkáni szén-dioxid kitörései és a gázhidrátok disszociációjának kombinációja okozhatta. A gázhidrátokat már gyanúba fogták minden idők legnagyobb kihalási hulláma, a perm–triász kihalási esemény, vagy Nagy Kihalás lehetséges okozójaként is.

## Külső hivatkozások
- Pálfy József: A triász végi és a kora jura tömeges kihalás
- Elméletek a triász–jura kihalásról – angol nyelvű
- A triász–jura kihalás – angol nyelvű